# Volby 2005
V roce 2005 se konaly tyto volby:

## Leden
- 2. ledna:  Chorvatsko, prezidentské (1. kolo)
- 9. ledna:  Palestina, prezidentské
- 12. ledna:  Abcházie, prezidentské (2. kolo)
- 16. ledna:  Chorvatsko, prezidentské (2. kolo)
- 22. ledna:  Maledivy, parlamentní
- 25. ledna:  Tokelau, parlamentní
- 30. ledna:  Irák, parlamentní

## Únor
- 6. února:  Thajsko, parlamentní
- 8. února:  Dánsko, parlamentní
- 20. února:  Portugalsko, parlamentní
- 20. února:  Severní Kypr, parlamentní
- 20. února:  Španělsko, referendum
- 21. února:  Anguilla, parlamentní
- 27. února:  Tádžikistán, parlamentní (1. kolo)
- 27. února:  Kyrgyzstán, parlamentní (1. kolo)
- 28. února:  Burundi, referendum

## Březen
- 6. března:  Moldavsko, parlamentní
- 8. března:  Mikronésie, parlamentní
- 11. a 13. března:  Lichtenštejnsko, parlamentní
- 13. března:  Středoafrická republika, prezidentské (1. kolo)
- 13. března:  Kyrgyzstán, parlamentní (2. kolo)
- 17. března:  Tonga, parlamentní
- 24. března:  Tádžikistán, parlamentní (2. kolo)
- 31. března:  Zimbabwe, parlamentní

## Duben
- 8. dubna:  Džibutsko, prezidentské
- 17. dubna:  Severní Kypr, prezidentské
- 24. dubna:  Andorra, parlamentní
- 24. dubna:  Togo, prezidentské
- 30. dubna:  Niue, parlamentní

## Květen
- 5. května:  Spojené království, parlamentní
- 5. května:  Dominika, parlamentní
- 8. května:  Středoafrická republika, prezidentské (2. kolo)
- 11. května:  Kajmanské ostrovy, parlamentní
- 14. května:  Tchaj-wan, parlamentní
- 15. května:  Etiopie, parlamentní
- 18./19. května:  Vatikán, konkláve
- 22. května:  Mongolsko, prezidentské
- 25. května:  Egypt, referendum
- 25. května:  Surinam, paramentní
- 29. května:  Francie, referendum

## Červen
- 1. června:  Nizozemsko, referendum
- 5. června:  Švýcarsko, referendum
- 6. června:  Čad, referendum
- 17. června:  Írán, prezidentské
- 19. června:  Guinea-Bissau, prezidentské
- 29. května/5./12./19. června:  Libanon, parlamentní
- 19. června:  Arcach, parlamenní
- 24. června:  Írán, prezidentské (2. kolo)
- 25. června:  Bulharsko, parlamentní

## Červenec
- 3. července:  Albánie, parlamentní
- 3. července:  Mauricius, parlamentní
- 4. července:  Burundi, parlamentní
- 10. července:  Kyrgyzstán, prezidentské
- 10. července:  Lucembursko, referendum

## Srpen
- 19. srpna:  Burundi, prezidentské
- 27. srpna:  Singapur, prezidentské
- 30. srpna:  Svatá Helena, parlamentní

## Září
- 7. září:  Egypt, prezidentské
- 11. září:  Japonsko, parlamentní
- 12. září:  Norsko, parlamentní
- 17. září:  Nový Zéland, parlamentní
- 18. září:  Afghánistán, parlamentní
- 18. září:  Německo, parlamentní
- 23. září:  Aruba, parlamentní
- 25. září:  Polsko, parlamentní
- 25. září:  Macao, parlamentní
- 29. září:  Somaliland, parlamentní

## Říjen
- 9. října:  Polsko, prezidentské (1. kolo)
- 11. října:  Libérie, prezidentské a parlamentní
- 15. října:  Irák, referendum
- 19. října:  Jersey, parlamentní
- 23. října:  Argentina, parlamentní
- 23. října:  Polsko, prezidentské (2. kolo)
- 23. října:  Brazílie, referendum

## Listopad
- 6. října:  Ázerbájdžán, parlamentní
- 8. října:  Severní Mariany, guvernérské a parlamentní
- 13. října:  Burkina Faso, prezidentské
- 15. října:  Grónsko, parlamentní
- 17. října:  Falklandy, parlamentní
- 17. října:  Srí Lanka, prezidentské
- 9./20. října/1. prosince:  Egypt, parlamentní
- 21. října:  Keňa, referendum
- 23. října:  Jersey, parlamentní
- 26. října:  Zimbabwe, senátní
- 27. října:  Arménie, referendum
- 27. října:  Honduras, prezidentské a paamentní
- 27. října:  Gabon, prezidentské

## Prosinec
- 4. prosince:  Venezuela, parlamentní
- 4. prosince:  Kazachstán, prezidentské
- 7. prosince:  Svatý Vincenc a Grenadiny, parlamentní
- 11. prosince:  Chile, prezidentské (1. kolo) a parlamentní
- 11. prosince:  Podněstří, parlamenní
- 14. prosince:  Tanzanie, prezidentské a parlamentní
- 15. prosince:  Irák, paramentní
- 18. prosince:  Bolívie, prezidentské a parlamentní
- 18. prosince:  Konžská demokratická republika, referendum
- 24. prosince:  Pitcairnovy ostrovy, parlamentní